# NGC 2043
NGC 2043 est un amas ouvert situé dans la constellation de la Table. Cet amas est situé dans le Grand Nuage de Magellan. Il a été découvert par l'astronome italo-australien Pietro Baracchi (en) en 1884.